# Tejas y cigarrillos de Tolosa
Las tejas y cigarrillos de Tolosa son un producto de repostería con mantequilla por un lado, y por el otro, una pasta, seca o de té, con almendras enteras bañadas con una ligera película de yema de huevo y un suave toque cítrico, que se sirven de postre, en cócteles o como acompañamiento al café en gran parte de los asadores y sidrerías vascos.

## Origen
Las tejas y cigarrillos de Tolosa se crearon en la casi centenaria (1924) y prestigiosa Pastelería Eceiza de Tolosa (Guipúzcoa) por el maestro Luís María Eceiza, siendo un producto con marca registrada.

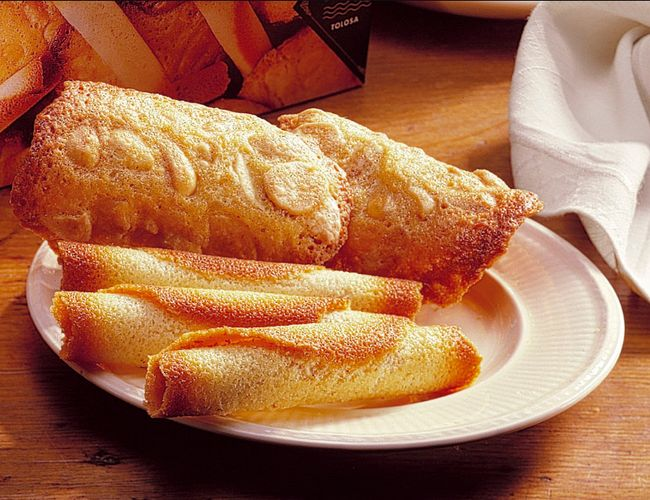
Tejas y cigarrillos de Tolosa.

## Historia
Desde su fundación en el siglo XIII Tolosa ha tenido una relación especial con Navarra y Aragón.  Su situación estratégica en uno de los extremos del camino Real que llegaba desde el Reino de Navarra, hizo que desde la Edad Media disfrutara de privilegios económicos que pronto condicionaron su idiosincrasia cultural y por supuesto gastronómica.
En 1443 el rey Juan II de Castilla convierte a Tolosa en paso obligado a todo el comercio proveniente de Navarra y Aragón.  Dicho privilegio es corroborado por Felipe II en 1503 otorgándole condición de ciudad aduanera. Desde entonces la influencia de los productos de secano como la almendra es notoria en la repostería Tolosarra.
Con el desarrollo industrial de la posguerra civil, emigrantes de todo el territorio español llegan a Tolosa buscando trabajo en la pujante industria papelera de la villa.  Entre ellos, Julián Rivas fundador de la primero taberna y luego asador "Julián de Tolosa".
Proveniente de la Ribera Navarra, ofrece productos simples, sin apenas manipulación, pero de calidad sublime: pimientos del piquillo confitados a la brasa, espárragos y carne de buey a la brasa.  Como postre, solicita a su buen amigo Luís María Eceiza, propietario de la Pastelería Eceiza fundada en 1924, un producto a la altura de su menú, característico de Tolosa, y que fuera fácil de manipular.
Así, surgen las famosas "tejas y cigarrillos de Tolosa".
Basados en recetas provenientes de Cataluña, Luís María Eceiza, les da otra "media vuelta de tuerca" confiriéndoles las características que son conocidas en la actualidad: Cigarrillos Rusos a la mantequilla por un lado, y una pasta seca o de té con almendras enteras bañadas con una ligera película de yema de huevo y un suave toque cítrico.
El auge de los asadores durante los años 70 y 80 hace que la fórmula vaya extendiéndose a toda España a través de hosteleros vascos y navarros: espárragos, chuleta de buey con pimientos a la brasa, y tejas y cigarrillos de la Pastelería Eceiza de Tolosa.

## Producción
En la actualidad, la producción de tejas y cigarrillos de Tolosa conserva el estilo tradicional de Luís María Eceiza uniendo el conocimiento artesano de elaboración con las modernas técnicas de producción a través de Casa Eceiza y otras pastelerías y obradores.
Hoy en día, las originales tejas y cigarrillos de Tolosa Eceiza pueden encontrarse en los establecimientos más selectos a lo largo y ancho del territorio español, y también en puntos del extranjero.